# Вестмінстерське віросповідання
Вестмінстерське віросповідання, Вестмінстерське сповідання віри (англ. Westminster Confession of Faith) — короткий звід кальвіністської релігійної доктрини, що розроблена Вестмінстерською асамблеєю в період Англійської революції XVII століття та затверджений як офіційна доктрина пресвітеріанських церков Шотландії (1647 рік) та Англії (1648 рік). Пізніше «Вестмінстерське сповідання» було прийнято (іноді із змінами) у всіх реформатських церквах світу (в тому числі конгрегаціоналістських), а також в де-яких інших течіях, що дотримуються кальвіністських поглядів.

## Історія
У ході Англійської революції середини XVII століття влада в Англії перейшла до парламенту, який розгорнув програму «очищення» церкви від елементів католицизму та ідолопоклонства. У 1643 році у Вестмінстері була скликана асамблея з 121 богослова та 30 представників парламенту з метою розробки загальної релігійної доктрини. У той же час англійський парламент уклав союз з Шотландією, відомий під назвою Урочиста ліга і Ковенант, відповідно до умов якого англійська церква підлягала реформуванню по зразку шотландської пресвітеріанської церкви. Шотландські делегати прибули в Вестмінстер для участі в роботі асамблеї. До 1646 року Вестмінстерська асамблея розробила цілий комплекс документів, що визначають загальні для Англії і Шотландії принципи пресвітеріанського віровчення, обрядів і системи управління церквою. Найважливішим з них було «Вестмінстерське сповідання», яке сформулювало теологічну основу кальвіністського розуміння християнської віри. «Вестмінстерське сповідання» було без змін затверджено в 1647 році генеральною асамблеєю шотландської церкви, а в 1649 році парламентом Шотландії. Англійський парламент затвердив текст сповідання з де-якими виключеннями у 1648 році.
1648-го року, після приходу до влади в Англії «інтепендентів» на чолі з Олівером Кромвелем, пресвітеріанські перетворення в країні були призупинені, а 1660-го року, коли на престол повернувся король Карл II, акти парламентів Англії і Шотландії про затвердження «Вестмінстерського сповідання» були анульовані. В Англії була відновлена (і до цього часу зберігає панівні позиції) англіканська єпископальна церква, яка не визнає «Вестмінстерське сповідання». У Шотландії після Славної революції пресвітеріанська церква стала офіційною, а 1690-го року «Вестмінстерське сповідання» було затверджено як її догматична основа. В подальшому, по мірі розповсюдження пресвітеріанської релігії, «Вестмінстерське сповідання» було прийнято і в пресвітеріанських церквах інших країн. Інші кальвіністські церкви також затвердили цей документ, іноді, правда, з невеликими змінами.

## Зміст
«Вестмінстерське сповідання віри» являє собою коротке, але системне викладення загальних принципів кальвіністської християнської доктрини.

### Місце Біблії та вчення про Бога
Біблія — єдине джерело віровчення і єдина підстава для забудови церкви. Ніякі інші документи (наприклад, «Святе Передання» православних церков або постанови церковних соборів) не порівнянні з Біблією і не можуть служити джерелом віровчення та обрядів. Священне Писання непогрішно і незмінно.
Бог — творець і абсолютний правитель миру, все в світі відбувається по волі Бога. Всі події на Землі, життя кожної людини підпорядковане законам Бога і залежать від Нього. Людина не може будь-якими своїми діями, вчинками чи помислами змінити те, що йому визначено або заслужити спасіння. Доктрина приречення займає центральне місце в теології «Вестмінстерського сповідання». Доктрина передвизначення займає центральне місце в теології «Вестмінстерського сповідання».

### Вчення про людину
Людина від початку гріховна і не може самостійно, без втручання Бога, спокутувати свої гріхи. Ніякі з якостей чи вчинків людини не гарантують його порятунку (спасіння). На відміну від багатьох інших християнських течій, кальвінізм заперечує можливість церкви рятувати людей. Бог сам обирає людей, призначених їм до порятунку. Однак людина повинна прагнути до виправлення своєї гріховної сутності. Кожен, хто вірує в Бога, вправі сподіватися на порятунок. Порятунок індивідуальний і дається по вірі. Люди, які не сповідують християнство, врятовані не будуть.

### Вчення про церкву
Церква — це не релігійна організація, а сукупність всіх віруючих. Священнослужителі не є посередниками між віруючими і Богом: кожна людина сама спілкується з Богом. Богослужіння і церковні обряди повинні ґрунтуватися на Святе Писання, все інше — єресь і богохульство.
Визнаються тільки два таїнства: хрещення і євхаристія (причастя), причому при причасті не відбувається пресуществлення хліба і вина в тіло і кров Христові. Шанування  ікон і святих є ідолопоклонством. У церковних спорудах не повинно бути ніяких елементів прикрас. Богослужіння складається в читанні Біблії, проповідуванні, співі псалмів і прийнятті таїнств. Неділя (християнська субота) — особливий день, який необхідно присвячувати поклонінню Богу.
Не існує іншого голови церкви, крім Ісуса Христа.  Папа римський — антихрист. Церква управляється соборами і синодами, причому не може бути абсолютно непогрішних рішень церковних органів.

## Значення
«Вестмінстерське сповідання» сформулювало основні принципи кальвіністського розуміння християнської релігії. Воно є основним (після Біблії) доктринальним документом Церкви Шотландії, Євангельської Пресвітеріанської Церкви України, Вільної Пресвітеріанської Церкви України та інших пресвітеріанських церков світу.